# Бешбулак (Кашкадар'їнська область)
Бешбулак (узб. Beshbuloq, Бешбулоқ) — міське селище в Узбекистані, у Дехканабадському районі Кашкадар'їнської області.
Статус міського селища з 2009 року.